# DB-Baureihe E 320
Die Elektrolokomotiven der Baureihe E 320, ab 1968 Baureihe 182 der Deutschen Bundesbahn, waren Zweifrequenzlokomotiven, die für den grenzüberschreitenden Verkehr nach Frankreich und Luxemburg für zwei verschiedene Fahrleitungsspannungen ausgerüstet waren.

## Geschichte
Die frühen Jahrzehnte der Bundesbahn waren geprägt von der forcierten Elektrifizierung des Streckennetzes, die Anfang der 1960er auch das Saarland erreichte. Schon damals begann sich auch der grenzüberschreitende Schienenverkehr zu formen, der aber durch die unterschiedlichen Fahrleitungsspannungen in Frankreich und den Benelux-Staaten zeit- und arbeitsintensive Lokwechsel in den Grenzbahnhöfen erforderte. Aus diesem Grund vergab die Bundesbahn 1957 den Auftrag an AEG, BBC und Siemens/SSW, den elektrischen Teil für eine Lokomotive zu entwickeln, die ihren Fahrstrom aus dem deutschen und dem nordfranzösischen bzw. luxemburgischen Bahnstromsystemen beziehen konnte. Der Fahrzeugteil sollte auf den bewährten Lokkasten der E 10 / E 40 beruhen, daher auch das gleiche Aussehen.
1960 wurden die Lokomotiven E 320 01, 11 und 21 von den drei großen Elektronikfirmen mit Ausrüstung für das deutsche und französische Wechselstromsystem geliefert und vorwiegend auf der Strecke Saarbrücken–Forbach eingesetzt. 1968 wurden sie in Baureihe 182 umgezeichnet.
Die (zu diesem Zeitpunkt bereits ausgemusterte) 182 001 wurde Anfang 1983 als erstes komplettes Triebfahrzeug auf dem Rollenprüfstand München-Freimann erprobt.

## Technik
Die Lokomotiven mit der Achsfolge Bo’Bo’ laufen auf zwei zweiachsigen Drehgestellen. Jede Achse wird durch einen eigenen Fahrmotor angetrieben. Die Kraftübertragung erfolgt mittels Tatzlagerantrieb. Durch die Beauftragung von drei Herstellern für den elektrischen Teil wichen die Leistungen der drei Maschinen leicht voneinander ab. Im Gegensatz zu den anderen Einheitslokomotiven besaßen die E 320 komplett andere Führerstände, die mit denen der Baureihe 111 vergleichbar waren.
Während der Erprobung der Mehrsystemtechnik konnten die Lokomotiven auf der Höllentalbahn (Schwarzwald) beobachtet werden.

## Einsätze

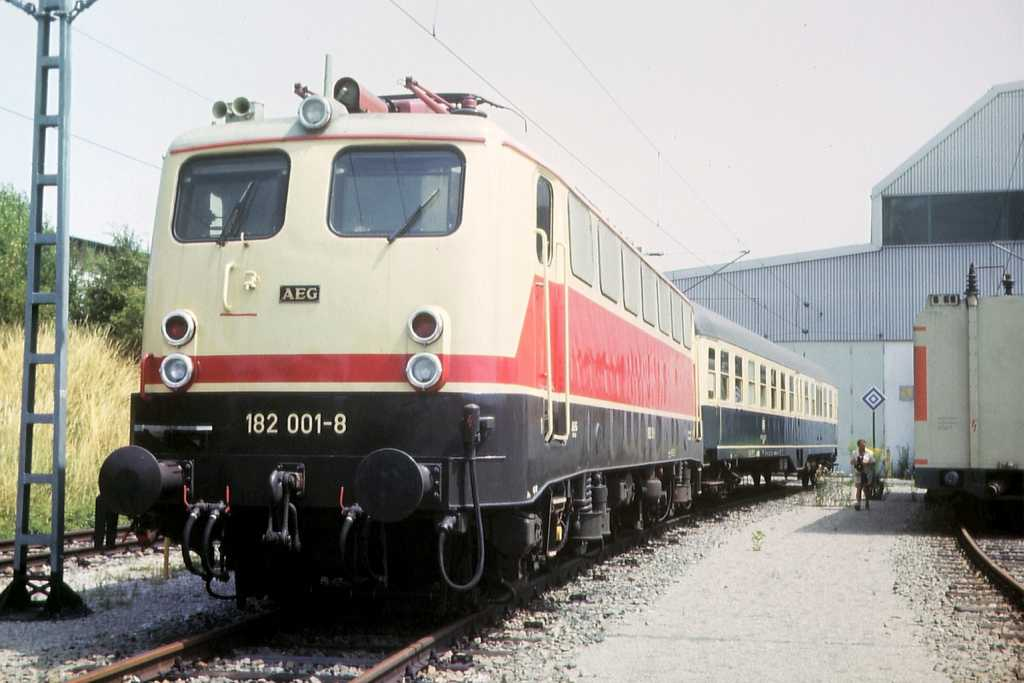
182 001 als AEG-Versuchsträger

Bis 1983 wurden die Maschinen von Saarbrücken aus vorwiegend nach Frankreich bis zum Bahnhof Forbach (Moselle) eingesetzt, dann wurde auch die letzte von ihnen ausgemustert.
Die 182 001 wurde 1981 an die AEG verkauft und diente bis Ende der 1980er Jahre als Versuchsträger. Als solcher wurde sie Anfang der 1980er Jahre auf der S 27 in München im Wendezugbetrieb eingesetzt. Sie erhielt dabei einen neuen Anstrich in rot/beige. Da in einem Führerstand zahlreiche Messgeräte aufgebaut waren, war nur noch ein Führerstand in seiner eigentlichen Funktion verfügbar. Die 182 001 wurde daher immer mit einem Steuerwagen gekuppelt.

## Verbleib
Ausmusterungsdaten:
- 182 001: 30. Juni 1977
- 182 011: 26. Oktober 1978
- 182 021: 1. Oktober 1982

Die 182 001 steht derzeit abgestellt im DB Museum Koblenz. Dort wurde sie 2013 optisch aufgearbeitet und trägt jetzt den rot/beigen Anstrich der 1980er Jahre. Die 182 011 wurde 1983/84 in München-Freimann verschrottet, die 182 021 wurde 1983 im Aw Kassel zerlegt.